# Cratere Gena
Gena è un piccolo cratere lunare di 0,2 km situato nella parte nord-occidentale della faccia visibile della Luna.